# Taça dos Campeões Europeus de Hóquei em Patins de 1978-79
A Taça dos Campeões Europeus de Hóquei em Patins de 1978-79 foi a 14.ª edição da Taça dos Campeões.

## Equipas participantes
| País               | Clube             | Classificação                                                     |
| ------------------ | ----------------- | ----------------------------------------------------------------- |
| Alemanha Ocidental | IGR Remscheid     | Campeão da Liga Alemã-Ocidental de 1977/78                        |
| Bélgica            | Royal Sunday      | Campeão da Liga Belga de 1977/78                                  |
| Espanha            | FC Barcelona      | Campeão Europeu de 1977/78 e Campeão da Liga Espanhola de 1977/78 |
| Espanha            | Reus Deportiu     | 3.º lugar da Liga Espanhola de 1977/78                            |
| França             | La Vendéenne      | Campeão da Liga Francesa de 1977/78                               |
| Inglaterra         | Middlesbrough RHC | Campeão da Liga Inglesa de 1977/78                                |
| Itália             | GSH Trissino      | Campeão da Liga Italiana de 1977/78                               |
| Países Baixos      | RC Lichtstad      | Campeão da Liga Neerlandesa de 1977/78                            |
| Portugal           | Sporting CP       | Campeão da Liga Portuguesa de 1977/78                             |
| Suíça              | RS Zurique        | Campeão da Liga Suíça de 1977/78                                  |

## Jogos

### 1.ª Eliminatória
| Equipa 1          | Total | Equipa 2      | 1.ª Mão | 2.ª Mão |
| ----------------- | ----- | ------------- | ------- | ------- |
| Middlesbrough RHC | 8-31  | La Vendéenne  | 6-22    | 2-9     |
| GSH Trissino      | 11-13 | IGR Remscheid | 5-6     | 6-7     |

### Fase Final
|  | Quartos-de-Final | Quartos-de-Final | Quartos-de-Final | Quartos-de-Final |               |              | Meias-finais | Meias-finais | Meias-finais |  |               | Final | Final | Final |
|  |                  |                  |                  |                  |               |              |              |              |              |  |               |       |       |       |
|  | 1                | Royal Sunday     | 9                | 4                |               |              |              |              |              |  |               |       |       |       |
|  | 8                | RS Zurique       | 1                | 6                |               |              |              |              |              |  |               |       |       |       |
|  | 8                | RS Zurique       | 1                | 6                |               | Royal Sunday | 2            | 3            |              |  |               |       |       |       |
|  |                  |                  |                  |                  |               | Royal Sunday | 2            | 3            |              |  |               |       |       |       |
|  |                  | Reus Deportiu    | 4                | 10               |               |              |              |              |              |  |               |       |       |       |
|  | 4                | Reus Deportiu    | 4                | 10               | Reus Deportiu | 11           | 3            |              |              |  |               |       |       |       |
|  | 4                |                  |                  |                  | Reus Deportiu | 11           | 3            |              |              |  |               |       |       |       |
|  | 5                | IGR Remscheid    | 0                | 2                |               |              |              |              |              |  |               |       |       |       |
|  | 5                | IGR Remscheid    | 0                | 2                |               |              |              |              |              |  | Reus Deportiu | 3     | 2     |       |
|  |                  |                  |                  |                  |               |              |              |              |              |  | Reus Deportiu | 3     | 2     |       |
|  |                  | FC Barcelona     | 1                | 6                |               |              |              |              |              |  |               |       |       |       |
|  | 3                | FC Barcelona     | 1                | 6                | RC Lichtstad  | 2            | 2            |              |              |  |               |       |       |       |
|  | 3                |                  |                  |                  | RC Lichtstad  | 2            | 2            |              |              |  |               |       |       |       |
|  | 6                | Sporting CP      | 2                | 5                |               |              |              |              |              |  |               |       |       |       |
|  | 6                | Sporting CP      | 2                | 5                |               | Sporting CP  | 5            | 5            |              |  |               |       |       |       |
|  |                  |                  |                  |                  |               | Sporting CP  | 5            | 5            |              |  |               |       |       |       |
|  |                  | FC Barcelona     | 10               | 5                |               |              |              |              |              |  |               |       |       |       |
|  | 2                | FC Barcelona     | 10               | 5                | La Vendéenne  | 4            | 3            |              |              |  |               |       |       |       |
|  | 2                |                  |                  |                  | La Vendéenne  | 4            | 3            |              |              |  |               |       |       |       |
|  | 7                | FC Barcelona     | 7                | 14               |               |              |              |              |              |  |               |       |       |       |
|  | 7                | FC Barcelona     | 7                | 14               |               |              |              |              |              |  |               |       |       |       |

### Quartos-de-Final
| Equipa 1      | Total | Equipa 2      | 1.ª Mão | 2.ª Mão |
| ------------- | ----- | ------------- | ------- | ------- |
| Royal Sunday  | 13-7  | RS Zurique    | 9-1     | 4-6     |
| Reus Deportiu | 14-2  | IGR Remscheid | 11-0    | 3-2     |
| RC Lichtstad  | 4-7   | Sporting CP   | 2-2     | 2-5     |
| La Vendéenne  | 7-21  | FC Barcelona  | 4-7     | 3-14    |

### Meias-finais
| Equipa 1     | Total | Equipa 2      | 1.ª Mão | 2.ª Mão |
| ------------ | ----- | ------------- | ------- | ------- |
| Royal Sunday | 5-14  | Reus Deportiu | 2-4     | 3-10    |
| Sporting CP  | 10-15 | FC Barcelona  | 5-10    | 5-5     |

### Final
| Equipa 1      | Total | Equipa 2     | 1.ª Mão | 2.ª Mão |
| ------------- | ----- | ------------ | ------- | ------- |
| Reus Deportiu | 5-7   | FC Barcelona | 3-1     | 2-6     |

| Campeão Europeu 1978-79   |
| ------------------------- |
|                           |
| FC Barcelona (4.º título) |

### Internacional
- Ligações para todos os sítios de hóquei
- Mundook- Sítio com notícias de todo o mundo do hóquei
- Hoqueipatins.com - Sítio com todos os resultados de Hóquei em Patins